# Sveriges Radio International
SR International — Радіо Швеція (швед. Sveriges Radio International) — офіційна міжнародна радіостанція Швеції. Це некомерційна та політично незалежна суспільна телерадіокомпанія.

## Історія
SR International є частиною Sveriges Radio (SR), шведської некомерційної громадської радіомовної організації. Службу було засновано в 1938 році, на порозі Другої світової війни, щоб інформувати шведів, які живуть за кордоном, про події в Швеції та думку шведів. Спочатку програми велися лише шведською мовою, але в 1939 році були додані трансляції англійською та німецькою мовами.
Після війни було додано додаткові мовні служби: французькою, португальською, російською та іспанською мовами. Наприкінці холодної війни послуги французькою, португальською та іспанською мовами були поступово припинені та замінені новими службами естонською та латвійською мовами. Останні послуги були скасовані, коли Естонія та Латвія створили власні незалежні ЗМІ та приєдналися до Європейського Союзу.
З 2004 по 2009 рік Радіо Швеції також вело службу білоруською мовою.
У 1990-х роках Радіо Швеції було об’єднано з Департаментом мов іммігрантів SR, щоб сформувати канал SR International. Деякий час мовні послуги для іммігрантів, наприклад арабською та курдською мовами, додатково передавалися на коротких хвилях.

## Програмування іншими мовами
Англійська служба Радіо Швеції прагне представити різноманітні перспективи та проблеми сучасної Швеції. [джерело?] Його програми та веб-сайт пропонують «Шведський стіл» новин і поточних подій, науки та технологій, стилю життя та культури.
На початку 2016 року міжнародна служба зазнала серйозної реорганізації. Англомовні новини про Швецію для закордонних слухачів були перенесені в 30-хвилинне шоу на тиждень на P2 і в соціальні мережі. Послуги з вивчення мов національних меншин були додатково зосереджені на тих меншинах, які проживають у Швеції, і були інтегровані зі службами з вивчення шведської мови.
Служби мовами пригноблених націй, наприклад сомалійської, були передані в незалежну організацію. Новини для закордонних слухачів іноземними мовами, крім англійської скасовано. В історії Радіо Швеції було кілька служб іноземними мовами. Німецька програма була припинена після 76 років служби.[джерело?]

## Попередні програми

### Sweden Calling DXers
Однією з найпопулярніших програм на Радіо Швеції була Sweden Calling DXers, заснована в 1948 році Арне Скугом. Він стверджував, що короткохвильове прослуховування або DXing було дуже молодим хобі, і що, надаючи інформацію в щотижневій програмі для короткохвильових слухачів про їхнє хобі, Радіо Швеції навчає свою аудиторію тому, як краще слухати. У той час як перша програма була заснована виключно на власному прослуховуванні Арне, слухачів заохочували писати власні новини, і незабаром практично вся програма була заснована на листах слухачів (ранній приклад інтерактивності).
Програма транслювалася щовівторка на всіх службах Радіо Швеції, крім шведської.
Коли Арне Скуг пішов на пенсію у зв’язку з 30-річчям програми в 1978 році, програму перейняв Джордж Вуд, співробітник англійської служби Радіо Швеції. Через кілька років, коли ЗМІ змінилися, вони почали менше висвітлювати короткохвильове, а більше супутникове радіо та телебачення. Пізніше охоплення поширилося на Інтернет, акцент було зосереджено на шведських ЗМІ, а назву англійської версії програми було змінено на «MediaScan». «MediaScan» була першою англомовною радіопрограмою в Європі (і другою в Європі), яка розміщувала аудіо в Інтернеті (на ftp-сайтах ftp.funet.fi та ftp.sunet.se, а також через Інтернет-мультикастинг).
У 2001 році програму було припинено, але вона залишається у дещо спорадичній формі на веб-сайті Радіо Швеції.

### Суботнє шоу
Ще однією популярною програмою Радіо Швеції було «Суботнє шоу» з Роджером Воллісом і Кімом Лограном, яке виходило з 1967 по 1981 рік. Програму було запущено, щоб продемонструвати шведську рок- і поп-музику у світі, де домінують американський і британський рок. Використовуючи відносно потужний середньохвильовий передавач Радіо Швеції на частоті 1179 кГц, уся програма тривала 90 хвилин і включала багато сатиричних сценок, часто політичних, а часом і суперечливих. 30-хвилинний сегмент усієї трансляції становив короткохвильову програму Радіо Швеції по суботах.

## Кінець радіомовлення
20 жовтня 2010 року Радіо Швеції припинило мовлення на коротких і середніх хвилях, оскільки керівництво Шведського радіо вирішило, що Інтернет достатньо зрілий, щоб підтримувати міжнародне мовлення. У той же час англійська служба була розширена до національного мовлення на FM, але програмування у вихідні дні було припинено. Послуги англійською також продовжуються на супутнику, як через супутник Sveriges Television, так і через Всесвітню радіомережу.